# Megaloglossus woermanni
Megaloglossus woermanni — вид рукокрилих, родини Криланових, що зустрічається протягом більшої частини Західної та Центральної Африки.

## Морфологія
Морфометрія. Довжина голови й тіла: 60—82 мм, хвіст рудиментарний чи відсутній, передпліччя: 37—50 мм, вага: 8,4—15,6  гр.
Опис. Забарвлення темно-коричневе зверху і світло-коричневе внизу з нечіткою темною поздовжньою смугою від середини маківки до потилиці. Дорослі самці мають кремові або жовто-бурі волоски на шиї спереду і з боків шиї.

## Поширення та екологія
Його природні місця проживання це субтропічні і тропічні вологі низинні ліси і вологі савани.